# فرانك نيلسون دوبلداي
فرانك نيلسون دوبلداي (بالإنجليزية: Frank Nelson Doubleday)‏ هو ناشر أمريكي، ولد في 8 يناير 1862 في بروكلين في الولايات المتحدة، وتوفي في 30 يناير 1934 في Coconut Grove ‏ في الولايات المتحدة.

## وصلات خارجية
- فرانك نيلسون دوبلداي على موقع الموسوعة البريطانية (الإنجليزية)
- فرانك نيلسون دوبلداي على موقع إن إن دي بي (الإنجليزية)